# Colonia marina "Dalmine"
La Colonia marina "Dalmine" di Riccione fu un imponente complesso turistico-educativo realizzato nel 1936 su progetto dell'architetto milanese Giovanni Greppi, uno dei principali professionisti dell'epoca.

## Storia
I terreni, di proprietà della sig.ra Nadiani Teresa ved. Bianchini, furono acquistati dalla Società Anonima Pro Dalmine, per la somma di £ 80.000 nel 1935. L’edificio della colonia marina di Riccione di proprietà della Dalmine, progettato dall’architetto Giovanni Greppi, fu costruito nel 1936, in soli cinque mesi, su un appezzamento di terreno ubicato sulla litoranea di Riccione.
La costruzione della Colonia "Dalmine" di Riccione, completata in soli cinque mesi, venne ampiamente celebrata dalla propaganda del regime fascista come un'impresa esemplare dell'efficienza e della dedizione al benessere dei lavoratori. La colonia rappresentava infatti un concreto esempio dell'opera di assistenza sociale promossa dal regime a favore dei figli dei dipendenti meno abbienti della Dalmine, una grande azienda siderurgica bergamasca. 
Nel 1940 la colonia fu adibita momentaneamente, come molte altre colonie attorno, ad ospedale militare. Al termine del secondo conflitto mondiale riprese intensamente la propria attività tanto che dovette essere ampliata. 
Nel 1953 verrà intitolata al Conte Ratti di Desio che fu commissario straordinario della Dalmine nel 1945 e suo Presidente fino al 1953. 
Con l’avvento del turismo di massa e l'aumento del benessere fecero venir meno l'esigenza delle colonie estive ed anche la colonia marina "Dalmine" fu chiusa.
Nel 1980 un gruppo alberghiero abruzzese lo acquistò e ne fece l'Hotel Conchiglie, un albergo congressuale rinomato. 
Nel 2001 un imprenditore bellariese, comperò all'asta l'immobile che gestì fino al 2012, quando fu definitivamente chiuso anche per problemi sindacali, lasciandolo l'edificio all'abbandono ed al degrado per anni. Seguirono vari tentativi si ristrutturazione concordati con il comune di Riccione.
Nel 2002 viene inserita nel catalogo dei Beni Culturali.
Nel 2020 viene distrutta la dependance costruita dietro all'Hotel le Conchiglie.
Nel 2023, dopo cinque aste deserte, è stato acquistato da una cordata di imprenditori che ne faranno un hotel di lusso. I lavori sono partiti nel 2024 e la data di inaugurazione è prevista per il 20 maggio 2025

## Descrizione
Dotata di una superficie costruita di circa 1.492 metri quadrati per un totale di 23.000 metri cubi ed circondata da un'area propria di  35.573 metri quadrati di terreno con spiaggia propria, la Colonia Dalmine poteva ospitare ogni anno, in due turni estivi, fino a 400 bambini dai 6 ai 12 anni.
La struttura era composta da un atrio con un vestibolo alto come l'edificio. Al piano rialzato, a sinistra si trovavano le cucine i locali refrigerati e le dispense, sopra l'amministrazione ed il refettorio a destra la palestra, al secondo piano due dormitori ed i locali per le maestre, al terzo nove dormitori per il personale femminile di servizio. Vi erano anche padiglioni distaccati con infermeria e lavanderia. 
Il giardino davanti alla colonia è collegato direttamente alla spiaggia da un sottopassaggio che porta alla spiaggia, sotto viale D'Annunzio. 
Sull'arenile, vi erano due piccoli chioschi, visibili ancora oggi che servivano per riparare dal sole i bambini durante le giornate.

### Funzione
Oltre ad offrire vitto e alloggio, la Colonia marina Dalmine garantiva ai suoi ospiti un'ampia gamma di attività ludiche ed educative, tra cui:
- Giochi e sport in spiaggia e nel parco giochi della colonia
- Attività teatrali e musicali
- Laboratori di arti creative
- Gite e visite guidate al territorio circostante
- Assistenza sanitaria e pedagogica